# Tordino
Le Tordino est un fleuve italien qui coule dans l'une des provinces des Abruzzes, celle de Teramo. Son nom latin était Batinus.

## Géographie
Son cours d'eau a une longueur de 59 km. Il prend sa source dans les monts de la Laga, entre le mont Gorzano et le mont Pelone. Il se jette dans l'Adriatique entre Giulianova et Cologna Spiaggia.

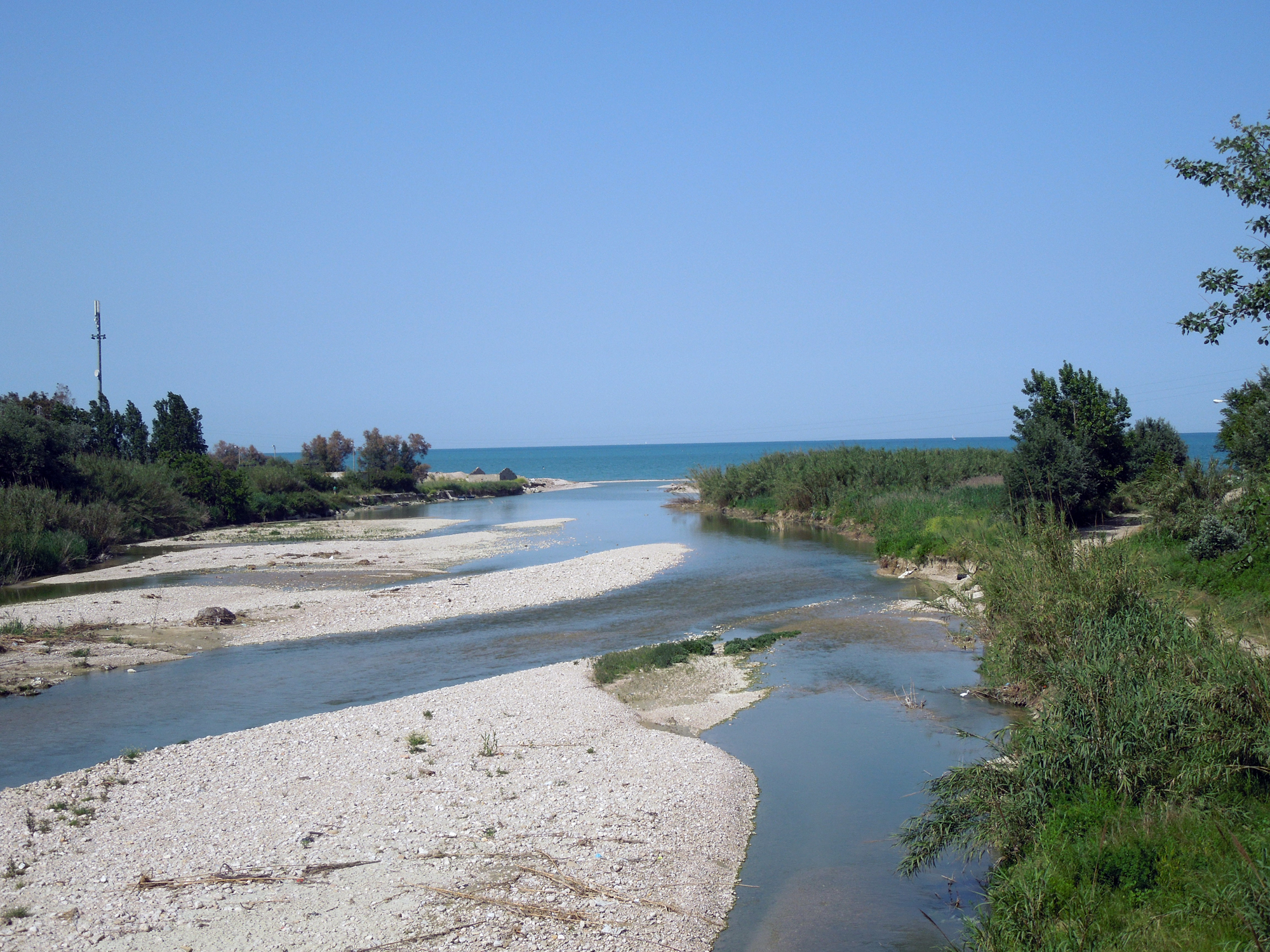
L'embouchure du fleuve.
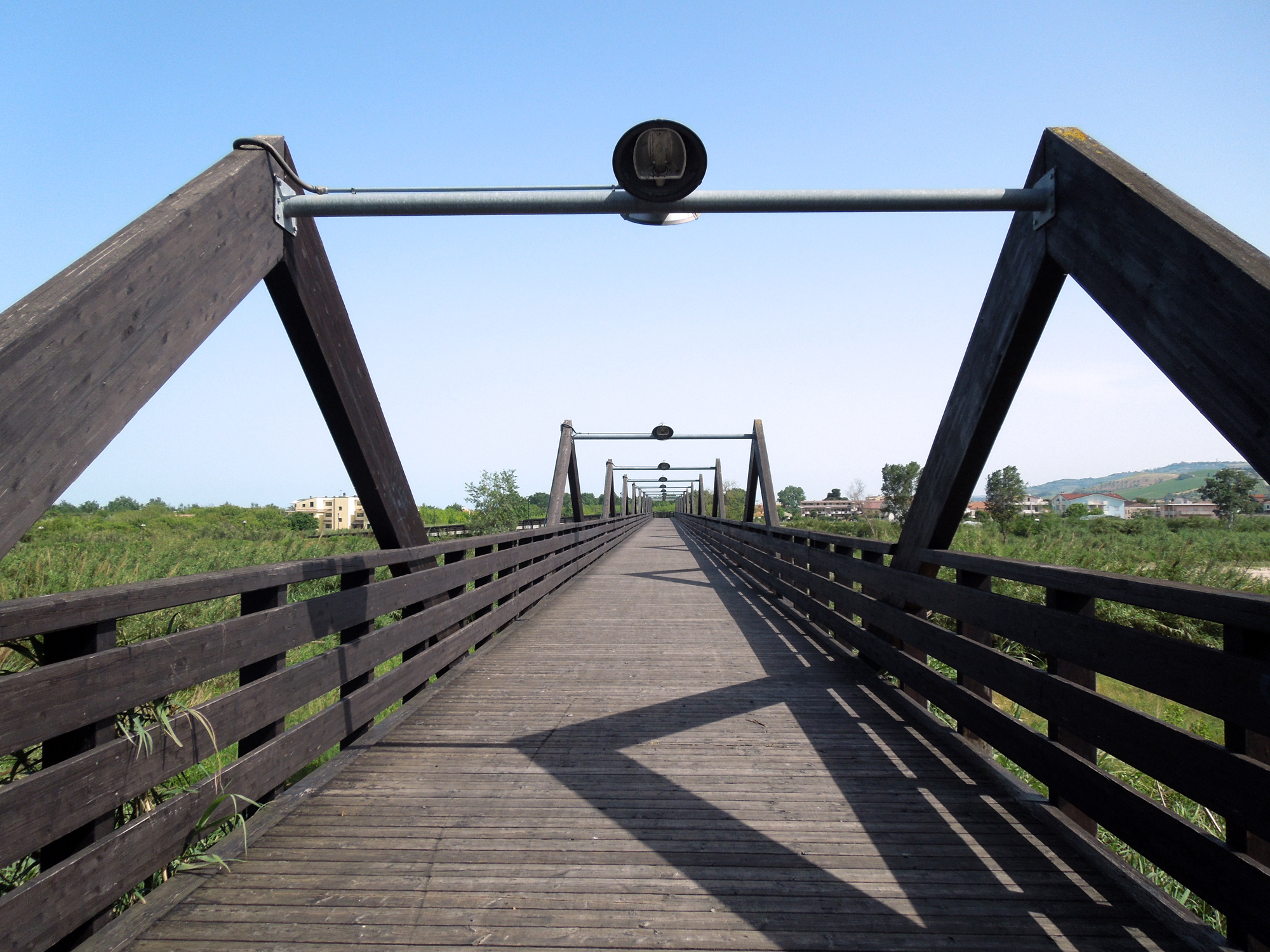
Une passerelle près de l'embouchure : elle relie Giulianova à Cologna Spiaggia.